# Ceratolacis erythrolichen
Ceratolacis erythrolichen là một loài thực vật có hoa trong họ Podostemaceae. Loài này được (Tul. & Wedd.) Wedd. mô tả khoa học đầu tiên năm 1873.